# Auwiesen Zickenbachtal
Auwiesen Zickenbachtal este o arie protejată (arie de protecție specială avifaunistică — SPA) din Austria întinsă pe o suprafață de 40,94 ha, integral pe uscat.

## Localizare
Centrul sitului Auwiesen Zickenbachtal este situat la coordonatele 47°06′30″N 16°11′51″E / 47.1083°N 16.1975°E.

## Înființare
Situl Auwiesen Zickenbachtal a fost declarat arie de protecție specială avifaunistică în iunie 1998 pentru a proteja 10 specii de animale.

## Biodiversitate
Situată în ecoregiunea continentală, aria protejată conține 2 habitate naturale: Liziere de ierburi înalte hidrofile de câmpie și de nivel montan până la alpin, Păduri aluvionare cu Alnus glutinosa și Fraxinus excelsior (Alno-Padion, Alnion incanae, Salicion albae).
La baza desemnării sitului se află mai multe specii protejate de  păsări (10): lăcar-de-mlaștină (Acrocephalus palustris), barză albă (Ciconia ciconia), erete de stuf (Circus aeruginosus), prepeliță (Coturnix coturnix), cristeiul de câmp (Crex crex), sfrâncioc roșiatic (Lanius collurio), grelușelul-de-tufiș (Locustella fluviatilis), Locustella naevia, ciocănitoare verzuie (Picus canus), mărăcinar (Saxicola rubetra).
Pe lângă speciile protejate, pe teritoriul sitului au mai fost identificate 5 specii de plante, 6 specii de păsări, 1 specie de amfibieni.